# Pizzi di Parlasco
I Pizzi di Parlasco sono una modesta formazione montuosa delle Prealpi Bergamasche, situata in Lombardia, nella provincia di Lecco. Raggiungono un'altitudine massima di circa 1.500 metri e si trovano nei pressi del piccolo borgo di Parlasco.

## Geografia
I Pizzi di Parlasco fanno parte del Gruppo delle Grigne e si trovano nella porzione settentrionale della provincia di Lecco, tra la Valle di Esino e la Valle di Valsassina. Si caratterizzano per un paesaggio roccioso alternato a praterie alpine e fitti boschi, tipico delle Prealpi Lombarde.

## Accesso
L'escursione ai Pizzi di Parlasco è adatta a un pubblico amatoriale grazie ai sentieri ben segnalati e facilmente percorribili. Il percorso più comune parte dal borgo di Parlasco, noto per il suo patrimonio storico e artistico, con affreschi murali che raccontano la leggenda del bandito Lasco.

## Ambiente e natura
L'area dei Pizzi di Parlasco offre una natura incontaminata, con una flora composta principalmente da faggi, abeti e praterie alpine. La fauna comprende specie tipiche della zona prealpina, come caprioli, volpi e una ricca avifauna.

## Attività
- Escursionismo: i Pizzi di Parlasco sono una meta ideale per passeggiate immerse nella natura, con itinerari che offrono scorci panoramici sulla Valsassina e sul Lago di Como.
- Fotografia naturalistica: la zona è apprezzata per i suoi paesaggi pittoreschi e la vista sul Gruppo delle Grigne.